# Rio Gurinhém
Rio Gurinhém är ett periodiskt vattendrag i Brasilien.   Det ligger i delstaten Paraíba, i den östra delen av landet, 1 700 km nordost om huvudstaden Brasília.
Omgivningarna runt Rio Gurinhém är en mosaik av jordbruksmark och naturlig växtlighet. Runt Rio Gurinhém är det ganska tätbefolkat, med 62 invånare per kvadratkilometer.